# Cadillac Records (Plattenlabel)
Cadillac Records ist ein unabhängiges britisches Musiklabel, das im Bereich des Jazz tätig ist.

## Geschichte
Als die großen Tonträgerunternehmen ihre Unterstützung für den Jazz weitgehend einstellten, gründete 1973 auf Anregung von Mike Westbrook der Musiker und Promoter John Jack ein Label mit diesem Namen, um Westbrooks Musik unabhängig zu vertreiben. Am 5. April 1973 erschien dort Westbrooks Album Live!. Der Name spielte auf Westbrooks Fusionband Solid Gold Cadillac an. In den nächsten Jahren baute Cadillac einen Katalog mit Alben von Musikern wie Ken Colyer, Joe Harriott, Stan Tracey & Mike Osborne, Dave Holdsworth/Liane Carroll, Bobby Wellins, Harry Beckett, David Murray, Johnny Dyani und Dudu Pukwana auf.
Nach dem Tod von John Jack 2017 übernahm mit Mike Gavin ein langjähriger Freund und Mitarbeiter das Unternehmen. Er veröffentlichte Material aus den Archiven (etwa Aufnahmen von Billy Bang mit Frank Lowe) und Tonträger von Albert Nicholas, Evan Parker und Tori Handsley, aber auch das Buch Jazz & Cricket – An Unlikely Combination, das vom britischen Magazin The Cricketer als eines der Bücher des Jahres 2021 ausgezeichnet wurde.
Cadillac Records baute zudem einen Vertrieb auf, der auch die Tonträger von Ogun Records auf den Markt brachte.